# Valdimar Ásmundsson

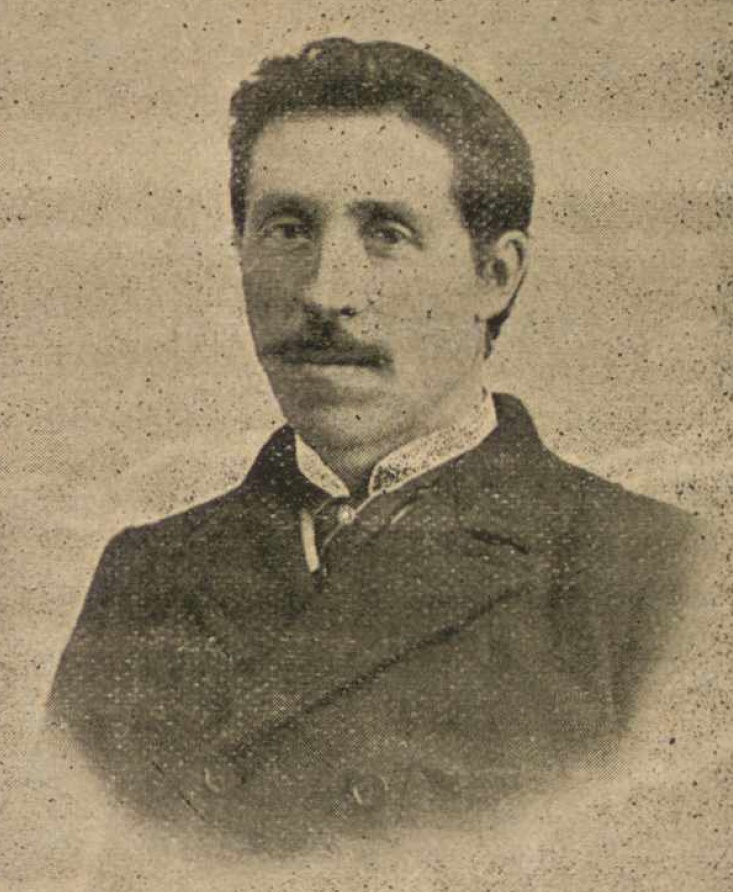
Valdimar Ásmundsson. In Fjallkonan vom 30. September 1902 abgedrucktes Porträt.

Valdimar Ásmundsson (auch Valdimar Ásmundarson, * 10. Juli 1852 im Bárðardalur; † 17. April 1902 in Reykjavík) war ein isländischer Journalist, Übersetzer und Verleger. Er war der Gründer und Herausgeber der Wochenzeitung Fjallkonan. Bekannt geworden ist er auch als Verfasser eines Lehrbuchs der isländischen Rechtschreibung, Herausgeber von Sagas und für eine stark bearbeitete isländische Fassung von Bram Stokers Roman Dracula. Er war mit der Frauenrechtlerin Bríet Bjarnhéðinsdóttir verheiratet.

## Leben und Werk
Valdimar Ásmundsson wurde auf dem Hof Hvarf im Bárðardalur geboren und wuchs unter anderem am Þistilfjörður auf. Er war das einzige Kind des Ehepaars Ásmundur Sæmundsson und Bóthildur Björnsdóttir, hatte aber Halbgeschwister aus einer früheren Ehe Bóthildurs. Valdimar besuchte keine Schulen, sondern bildete sich weitgehend autodidaktisch aus, abgesehen von einigen Wochen beim Pfarrer der Landgemeinde Svalbarð. Der sprachbegabte Valdimar brachte sich selbst mehrere Fremdsprachen bei, begann schon früh zu schreiben und gab in jungen Jahren eine Lokalzeitung heraus. 1880 verfasste er ein Lehrbuch der isländischen Rechtschreibung, Ritreglur („Schreibregeln“), das sehr erfolgreich war und bis 1907 in sechs Auflagen erschien. 1882 arbeitete er als Lehrer an der Flensborgarskóli, einer weiterführenden Schule in Hafnarfjörður. Für den Verleger Sigurður Kristjánsson edierte er eine Ausgabe der Sagas in 38 Bänden, die auch als Grundlage für Übersetzungen in andere Sprachen diente.
1884 gründete Valdimar in Reykjavík die Zeitung Fjallkonan („Die Bergfrau“), die zunächst zweiwöchentlich, später wöchentlich erschien. Er war seit der ersten Nummer bis zu seinem Tod deren Chefredakteur, seit 1885 auch Verleger. Die Zeitung wurde schnell populär, da sie abwechslungsreichere Inhalte als konkurrierende Blätter bot und Valdimar zahlreiche talentierte Autoren und Autorinnen für sie gewinnen konnte. Fjallkonan vertrat liberale und fortschrittliche Positionen; neben aktuellen Nachrichten fanden sich darin Artikel, die Frauenrechte, Rede- und Religionsfreiheit thematisierten. Auch die Verbesserung der öffentlichen Infrastruktur Islands war Valdimar ein Anliegen, so engagierte er sich in Fjallkonan für die Einführung der elektrischen Beleuchtung in Reykjavík. Dabei war er bestrebt, überparteilich zu bleiben, und betrachtete Fjallkonan nicht als eine politische, sondern als bildende und unterhaltende Zeitung. Eine Zeitlang war Fjallkonan die am meisten verbreitete Zeitung Islands. Sie erschien bis 1911.
Am 14. September 1888 heiratete Valdimar die Frauenrechtlerin Bríet Bjarnhéðinsdóttir. Bríet und Valdimar betrieben zusammen ein Verlagsgeschäft, zu dem neben Fjallkonan auch die von Bríet herausgegebenen Zeitschriften Kvennablaðið („Das Frauenblatt“) und (zwischen 1897 und 1903) Barnablaðið („Das Kinderblatt“) gehörten. Das Ehepaar hatte zwei Kinder, einen Sohn und eine Tochter. Die Tochter Laufey Valdimarsdóttir (1890–1945) trat als Frauenrechtlerin in die Fußstapfen ihrer Mutter und wurde 1927 Vorsitzende der von Bríet gegründeten Frauenrechtsorganisation Kvenréttindafélag Íslands; ihr Bruder, der sozialistische Politiker und Gewerkschaftsführer Héðinn Valdimarsson (1892–1948), gehörte von 1926 bis 1942 dem isländischen Parlament Althing an.
In Fjallkonan erschien ab 1900 in Fortsetzungen unter dem Titel Makt myrkranna Valdimars isländische Fassung des Romans Dracula von Bram Stoker, wahrscheinlich auf der Basis einer schon früher erschienen schwedischen Fassung, die sich stark vom Original unterscheidet. Valdimars 1901 auch in Buchform veröffentlichte Bearbeitung unterscheidet sich ihrerseits von der schwedischen Ausgabe unter anderem dadurch, dass Bezüge zu isländischen Sagas hergestellt werden.
Valdimar Ásmundsson starb am 17. April 1902 an den Folgen eines Schlaganfalls.